# Kivikari (vid Aspö, Kotka)
Kivikari är en ö i Finland. Den ligger i Finska viken och i kommunen Kotka i landskapet Kymmenedalen, i den södra delen av landet. Ön ligger omkring 24 kilometer sydöst om Kotka och omkring 130 kilometer öster om Helsingfors.
Öns area är 0,4 hektar och dess största längd är 110 meter i sydväst-nordöstlig riktning.